# Фултон (округ, Иллинойс)
Фу́лтон (англ. Fulton County) — округ в штате Иллинойс, США. По данным переписи 2010 года численность населения округа составила 37 096 чел., по сравнению с переписью 2000 года оно уменьшилось на 3,1 %. Окружной центр округа Фултон — Льюистаун.

## История
Округ Фултон сформирован из округа Пайк в 1823 году. Название получил в честь американского инженера, изобретателя парохода Роберта Фултона.

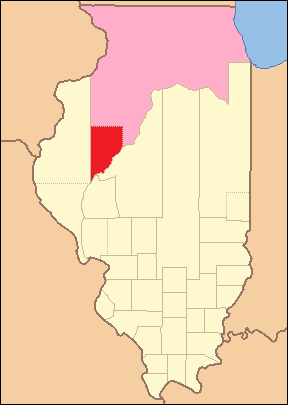
Территория округа с момента основания по 1825 год
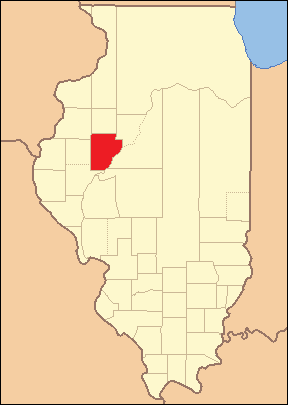
Территория округа с 1825 года и по сей день

## География
Общая площадь округа — 2285,8 км² (882,57 миль²), из которых 2241,9 км² (865,6 миль²) или 98,08 % суши и 44,0 км² (16,98 миль²) или 1,92 % водной поверхности.

### Климат
Округ находится в зоне влажного климата континентального типа. Температура варьируется в среднем от минимальных −10 °C в январе до максимальных 31 °C в июле. Рекордно низкая температура была зафиксирована в январе 1999 года и составила −3 °C, а рекордно высокая температура была зарегистрирована в июле 1983 года и составила 41 °C. Среднемесячное количество осадков — от 47 мм в январе до 113 мм в мае.

### Соседние округа
Округ Фултон граничит с округами:
- Нокс — на севере
- Пеория — на северо-востоке
- Тазуэлл — на востоке
- Мейсон — на юге
- Скайлер — на юго-западе
- Мак-Доно — на западе
- Уоррен — на северо-западе

### Основные автомагистрали
| Автомагистраль      | Длина     | Начальный пункт   | Конечный пункт     | Год создания |
| ------------------- | --------- | ----------------- | ------------------ | ------------ |
| Шоссе US-24         | 2478 км   | Минчерн, Колорадо | Кларкстон, Мичиган | 1926         |
| Шоссе US-136        | 1294 км   | Спидуэй, Индиана  | Эдисон, Небраска   | 1951         |
| Трасса Illinois-9   | 351,34 км | Ниота             | Ченивилл           | 1918         |
| Трасса Illinois-41  | 60,40 км  | Адэр              | Гейлсберг          | 1918         |
| Трасса Illinois-78  | 346,83 км | Джексонвилл       | Уоррен             | 1924         |
| Трасса Illinois-95  | 27,55 км  | Бардольф          | Куба               | 1918         |
| Трасса Illinois-97  | 168,06 км | Спрингфилд        | Ноксвилл           | 1937         |
| Трасса Illinois-100 | 256,03 км | Альтон            | Данфермлайн        | 1924         |
| Трасса Illinois-116 | 283,36 км | Гладстоун         | Ашкум              | 1924         |

## Населённые пункты
| Населённый пункт | Статус                | Год основания | Площадь  | Население (2010) |
| ---------------- | --------------------- | ------------- | -------- | ---------------- |
| Астория          | город                 | 1839          | 1,5 км²  | 1141 чел.        |
| Баннер           | деревня               |               | 3,3 км²  | 189 чел.         |
| Брайант          | деревня               |               | 0,62 км² | 220 чел.         |
| Вермонт          | деревня               |               | 3,3 км²  | 667 чел.         |
| Данфермлайн      | деревня               |               | 0,34 км² | 300 чел.         |
| Ипава            | деревня               |               | 0,7 км²  | 470 чел.         |
| Кантон           | город                 | 1825          | 20,9 км² | 14 704 чел.      |
| Куба             | город                 |               | 1,4 км²  | 1294 чел.        |
| Ливерпуль        | деревня               |               | 0,21 км² | 129 чел.         |
| Лондон-Милс      | деревня               |               | 1,8 км²  | 392 чел.         |
| Льюистаун        | город, окружной центр |               | 5,2 км²  | 2384 чел.        |
| Мариетта         | деревня               |               | 0,7 км²  | 112 чел.         |
| Норрис           | деревня               |               | 0,73 км² | 213 чел.         |
| Сент-Дэвид       | деревня               |               | 0,78 км² | 589 чел.         |
| Смитфилд         | деревня               |               | 1,2 км²  | 230 чел.         |
| Тейбл-Гров       | деревня               |               | 0,73 км² | 416 чел.         |
| Фармингтон       | город                 | 1827          | 3,7 км²  | 2448 чел.        |
| Фэрвью           | деревня               |               | 11,1 км² | 522 чел.         |
| Эйвон            | деревня               | 1835          | 1,2 км²  | 799 чел.         |
| Эллисвилл        | деревня               |               | 0,7 км²  | 96 чел.          |

## Демография
По данным переписи населения 2000 года, численность населения в округе составила 38250 человек, насчитывалось 14877 домовладений и 10250 семей. Средняя плотность населения составляла 17 чел./км².
Распределение населения по расовому признаку:
- белые — 95,12 %
  - английского происхождения — 35,4 %
  - немецкого происхождения — 24,9 %
  - ирландского происхождения — 10,0 %
- афроамериканцы — 3,6 %
- коренные американцы — 0,18 %
- азиаты — 0,24 %
- латиноамериканцы — 1,25 % и др.

Из 14877 домовладений в 28,6 % были дети в возрасте до 18 лет, проживающие вместе с родителями, в 56,5 % — супружеские пары, живущие вместе, в 8,8 % — матери-одиночки, а 31,1 % не имели семьи. 27,5 % всех домовладений состояли из отдельных лиц и в 14,5 % из них проживали одинокие люди в возрасте 65 лет и старше. Средний размер домовладения 2,4 человек, а средний размер семьи — 2,9.
Распределение населения по возрасту:
- до 18 лет — 22,0 %
- от 18 до 24 лет — 8,7 %
- от 25 до 44 лет — 28,0 %
- от 45 до 64 лет — 23,0 %
- от 65 лет — 18,3 %

Средний возраст составил 39 лет. На каждые 100 женщин приходилось 105,3 мужчин. На каждые 100 женщин возрастом 18 лет и старше приходились 104,5 мужчин.
Средний доход на домовладение — $ 33952, на семью — $ 41193. Средний доход мужчин — $ 31800, женщин — $ 21223. Доход на душу населения в округе — $ 17373. Около 7,3 % семей и 9,9 % населения находились ниже черты бедности, из них 13,3 % лица моложе 18 лет и 6,9 % в возрасте 65 лет и старше.